# Petromica
Petromica is een geslacht van sponsdieren uit de klasse van de Demospongiae (gewone sponzen).

## Soorten
- Petromica (Chaladesma) ciocalyptoides (van Soest & Zea, 1986)
- Petromica (Chaladesma) citrina Muricy, Hajdu, Minervino, Madeira & Peixinho, 2001
- Petromica (Chaladesma) pacifica List-Armitage & Hooper, 2002
- Petromica (Petromica) digitata (Burton, 1929)
- Petromica (Petromica) grimaldii Topsent, 1898
- Petromica (Petromica) massalis Dendy, 1905
- Petromica (Petromica) plumosa Kirkpatrick, 1903
- Petromica (Petromica) tubulata (Kirkpatrick, 1903)